# 藤村椿
藤村 椿（ふじむら つばき、1993年1月5日 - ）は、日本の女性タレント、グラビアアイドル。大阪府出身。TRUSTAR所属。

## 略歴
2011年に日本テレビの「汐留グラビア甲子園2011」で特別賞を受賞し芸能界入り。2014年には日テレジェニックのメンバーに選ばれるなど、グラビアアイドルとして活動した。
2016年より『ボートの時間!』（サンテレビ）のレギュラーとなったのを皮切りに、競艇（ボートレース）関連のメディアに数多く出演するようになる。その関係で競艇関連の仕事がメインとなっていたが、2024年1月に『ボートの時間!』からの卒業を発表した。
2023年頃からはいわゆる「サウナー」（サウナ愛好家）としての活動に主軸を移している。

## 出演

### テレビ
- 全日本ロードレース選手権中継（TwellV、2012年 - ?）
- 女の子宣言! アゲぽよTV（MBS、2011年11月 - 2015年12月）
- ごきげん!ブランニュ（ABC、2015年6月 - 2016年3月）
- キラりん滋賀（びわ湖放送、2018年4月 - 2019年3月）- 月曜司会
- ボートの時間!（サンテレビ、2016年4月 - 2024年1月）- ナビゲーター
- 芸能人格付けチェック 2024お正月スペシャル（ABC/テレビ朝日系列、2024年1月7日） - アシスタント[3]
- 芸能人格付けチェック BASIC 春の3時間スペシャル（ABC/テレビ朝日系列、2024年3月26日） - アシスタント[4]

### ラジオ
- カンピオーネ!レオネッサ!!（ラジオ関西、2018年10月 - 2019年3月）

### レースクイーン
- SUPER GT・Pacific Fairies（2013年）[5]

## 作品

### DVD
- 汐留グラビア甲子園2011 特別賞 藤村椿（2012年1月、イーネット・フロンティア）